# Festival de Israel
O Festival de Israel é um festival de artes multidisciplinar celebrado a cada primavera em Israel. Fica centralizado em Jerusalém e teve seu início em 1961.

## História
O Festival de Israel começou em 1961 como um festival de verão para música clássica no antigo teatro romano em Cesareia. Ao longo dos anos, o festival cresceu em número de disciplinas artísticas e centros de atividades, com festivais recentes, incluindo música clássica, balé, jazz, teatro, artes visuais e palestras, combinando programas de alta qualidade de Israel e do exterior. A partir de 1982, o Festival de Israel foi adotado pela cidade de Jerusalém e a maioria dos shows é realizada dentro de seus limites.
Embora a qualidade do festival seja amplamente reconhecida, houve reclamações sobre as altas taxas de entrada nas apresentações. No entanto, alguns dos shows são oferecidos gratuitamente. Apresentações de rua e performances especiais para crianças também fazem parte do festival.
Desde 2014, o diretor geral Eyal Sher e o diretor artístico Itzik Giuli lideram uma visão artística contemporânea inovadora, juntamente com uma ideologia constante de preço baixo e, recentemente, uma política ecológica pró-ativa.

Os primeiros festivais foram dirigidos por Zvi Propes. Yossi Tal-Gan atuou como diretor do festival de 1992 a 2014. Ele foi substituído por Eyal Sher, anteriormente diretor do Departamento de Arte e Cultura da Fundação Jerusalém. Sher trouxe o diretor artístico Itzik Giuli. Dan Halperin dirige o conselho público. O festival opera como uma organização sem fins lucrativos.

## References
1. ↑  About the Israel Festival
2. ↑  The Israel Festival for the young... at heart[ligação inativa], Rachel Matthe, Jerusalem Post, May 21, 2007